# Гута фон Хабсбург
Вижте пояснителната страница за други личности с името Гута.
Гута фон Хабсбург (Юдит, Юта; на немски: Guta (Jutta, Judith) von Habsburg) е германска принцеса и кралица на Чехия и Полша като съпруга на крал Вацлав II.

## Произход
Родена е през 1271 г. във Виена, Австрия. Тя е най-малката дъщеря на свещения римски император Рудолф I Хабсбург и на Гертруда фон Хоенберг. 

## Биография

### Ранни години
Още докато е на пет години, Гута става част от политическите планове на баща си. Той подписва във Виена мирен договор с чешкия крал Отокар II и двамата решават, че Гута трябва да се омъжи за Вацлав – син и наследник на короната на Отокар II.
Гута и Вацлав са официално сгодени през 1279 г. в Ихлава. Сватбата им обаче е отпразнувана официално през 1285 в Хеб, но въпреки това веднага след сватбата Гута е отведена от баща си обратно в Германия, тъй като се е считало, че тя е прекалено малка за пълноценен брачен живот.

### Кралица на Чехия
Отсъствието на Гута от Чехия е причина за отлагането на коронацията на съпруга ѝ през 1285, което налага скоро принцесата да напусне окончателно родителите си и да пристигне в Прага, за да се присъедини към съпруга си. Като своя баща Гута изпитва силна неприязан към регента на съпруга си Завиш фон Фалкенщайн, който тайно се жени за кралицата-майка Кунигунда от Славония. Гута взима активно участие в интригите, довели до низвергването на Завиш и до неговата екзекуция през 1290 г.
Гута успява да изглади противоречията между съпруга си и брат си – германския крал Албрехт I Хабсбургски, и подкрепя претенциите на Вацлав за полската корона. В Прага кралицата се превръща в проводник на немското влияние в кралския двор, канейки непрекъснато в него множество германски рицари.
Официалната коронация на Вацлав и Гута за крал и кралица на Бохемия се състои през 1297 г. в Прага. По това време здравето на кралицата вече е доста разклатено, след като малко преди това тя ражда десетото си дете. Изтощена от постоянните раждания, Гута умира няколко седмици след коронацията – на 21 май 1297 г.

## Потомство
Гута ражда на Вацлав I десет деца:
- Пршемисъл Отокар (*/† 1288)
- Вацлав III (1289 – 1306)
- Анежка (1289 – † po 1292)
- Анна Пршемисловна (1290 – 1313), омъжена 1306 за Хайнрих от Каринтия
- Елишка Пршемисловна (1292 – 1330), омъжена 1310 за Ян Люксембургски
- Гута (1293 – 1294)
- Ян (1294 – 1295)
- Ян (1295 – 1296)
- Маркета (Маргарета) Пршемисловна (1296 – 1322), омъжена 1303 за Болеслав III от Силезия
- Гута (*/† 1297)